# Саволайнен, Юрьё
Ю́рьё Савола́йнен (фин. Yrjö Savolainen, по паспорту Гео́ргий Изра́илевич Савола́йнен; 17 декабря 1899, Муя, Санкт-Петербургская губерния — 15 ноября 1937, Ленинград) — финский, ингерманландский советский писатель, переводчик.

## Биография
Родился 17 декабря 1899 в деревне Муя в крестьянской семье, ингерманландец.
После окончания в 1921 году Гатчинского педагогического училища работал учителем в Тосненском уезде Петроградской губернии.
С 1924 года печатались его стихи и проза в ленинградских финноязычных газетах и журналах, с 1927 года вошёл в состав редколлегии журнала «Vapaus».
В 1930 году избран в состав правления Ленинградской ассоциации пролетарских писателей (ЛАПП). Член ВКП(б).
Юрьё Саволайнен известен как переводчик на финский язык произведений Александра Жарова, Алексея Суркова и других советских поэтов и писателей.
Арестован 10 августа 1937 года. Приговорён 10 ноября 1937 года по статье 58-6-10-11 УК РСФСР «за шпионаж» к высшей мере наказания. Расстрелян в Ленинграде 15 ноября 1937 года.
Реабилитирован посмертно в 1956 году.